# Midori (Jokohama)
Midori (jap. 緑区 Midori-ku) – jedna z 18 dzielnic Jokohamy, stolicy prefektury Kanagawa, w Japonii. Ma powierzchnię 25,51 km². W 2020 r. mieszkało w niej 183 147 osób, w 79 247 gospodarstwach domowych  (w 2010 r. 177 682 osoby, w 71 174 gospodarstwach domowych).
Dzielnica została założona 1 października 1969 roku. Położona jest w północno-zachodniej części miasta. Graniczy z dzielnicami Kanagawa, Kōhoku, Seya, Hodogaya, Asahi, Aoba i Tsuzuki, a także miastem Machida. Z wyjątkiem północno-wschodniego fragmentu większość terenu jest pagórkowata i stosunkowo słabo zaludniona w porównaniu z pozostałymi częściami miasta.